# 1950年4月2日月食
1950年4月2日月食为一次在协调世界时1950年4月2日發生的月全食。該次月食半影食分為2.020、全影食分為1.038。偏食維持了95分，全食維持15分。

## 概述
這次月食的食分是12.75，偏食維持了95分，全食維持15分。

## 基本參數
- 類型：月全食
- 食甚資料：
  - 日期：1950年4月2日
  - 時間：20:44
  - 月球位置：赤經12.75度、赤緯-5.4度
  - 食分：半影食分：2.020、全影食分：1.038
  - 持續時間：偏食95分、全食15分

## 外部連結
- NASA月食專頁（页面存档备份，存于）（英文）